# Stimmrecht
Unter Stimmrecht wird allgemein das Recht verstanden, an einer einberufenen Abstimmung mit einem bestimmten Stimmgewicht teilnehmen zu dürfen. In rein repräsentativen Demokratien wird das Stimmrecht auf öffentliche politische Wahlen eingeschränkt.
In der Schweiz wird der Begriff nicht nur für das Recht genutzt, an Volksabstimmungen teilzunehmen, sondern auch an Wahlen. Es beinhaltet somit üblicherweise auch das Wahlrecht. Diese Rechte werden gemeinsam als Stimm- und Wahlrecht bezeichnet, wobei es auch das Initiativrecht beinhaltet.

## Allgemeines
Das Stimmrecht bildet einen Teil eines Beschlussprozesses. Um am Beschlussverfahren teilnehmen zu können, bedarf es des Stimmrechts. Die Stimmabgabe wird Abstimmung genannt. Die Stimmabgabe ist eine einseitige empfangsbedürftige Willenserklärung, die darauf gerichtet ist, einen Beschlussantrag anzunehmen oder abzulehnen. Die Stimmenthaltung ist – wo zulässig – ein rechtliches Institut der Beschlussfassung und bedeutet, dass ein stimmberechtigtes Mitglied weder für noch gegen einen Antrag stimmt. Doch kann Stimmenthaltung wie eine Nein-Stimme wirken, wenn es ein Quorum gibt oder die Zustimmung einer Mehrheit der Stimmberechtigten (nicht der Abstimmenden) für die Genehmigung eines Antrags erforderlich ist.

## Gesellschaften, Unternehmen, Vereine

### Allgemeines
Bei Personenvereinigungen wie Unternehmen bezieht sich das Stimmrecht auf das Recht der Mitglieder oder Gesellschafter, bei den Beschlüssen der Haupt-, General-, Mitglieder- oder Gesellschafterversammlung mit zu stimmen. Gesetzlich besonders umfangreich geregelt ist das Aktienstimmrecht. In den Parlamenten, Körperschaften des öffentlichen Rechts oder den Vertretungsorganen der Sozialversicherungen wird die Stimmrechtsausübung Abstimmung genannt. Sprachlich ist Abstimmung jedoch lediglich der Vorgang der Wahrnehmung/Ausübung des Stimmrechts.

### Grundsatz
Generell gilt der Proportionalitätsgrundsatz „eine Person – eine Stimme“ (oder „eine Aktie – eine Stimme“; englisch one share - one vote). Dieser proportionale Grundsatz verhindert, dass Gesellschafter bei der Abstimmung mehr Einfluss ausüben können als ihrem Kapitalanteil entspricht. Disproportionale Ausgestaltungen des Stimmrechts (Mehrstimmrecht, Höchststimmrecht, stimmrechtslose Aktien) sind deshalb gesetzlich die Ausnahme (Mehrstimmrecht: § 43 Abs. 3 GenG; Vorzugsaktie: § 139 Abs. 1 AktG) oder sogar unzulässig (Stammaktien: § 12 Abs. 2 AktG). Werden dem Aktionär Sonderrechte beim Stimmrecht eingeräumt, spricht man im Aktienrecht von „goldenen Aktien“.

### Aktienstimmrecht
Das Aktienstimmrecht ist bei einer Aktiengesellschaft oder Kommanditgesellschaft auf Aktien das jedem Aktionär zustehende Mitgliedschaftsrecht, welches in der Hauptversammlung nach Aktiennennbeträgen (Nennwertaktien) oder nach Anzahl der Stücke (Stückaktien) auszuüben ist (§ 134 Abs. 1 AktG). Es kann dem Aktionär nicht entzogen werden. Die Ausübung kann nur unter bestimmten Voraussetzungen ausgeschlossen sein (etwa bei eigenen Aktien, § 71b AktG und Vorzugsaktien, §§ 139 bis § 141 AktG). Das Stimmrecht ruht bei eigenen Aktien, also bei Aktien, die das ausgebende Unternehmen im Eigenbestand hält (§ 56 Abs. 3 Satz 3 AktG). Ausgeschlossen ist das Stimmrecht zudem bei Vorstands- und Aufsichtsratsmitgliedern, die Aktien ihres Unternehmens besitzen, wenn es bei der Beschlussfassung um ihre Entlastung, die Geltendmachung eines Anspruchs gegen sie oder die Befreiung von einer Verbindlichkeit geht (§ 136 Abs. 1 AktG). Ein Aktionär ist auch dann vom Stimmrecht ausgeschlossen, wenn die Beschlussfassung eine von ihm abhängige Gesellschaft betrifft. Bei wechselseitiger Beteiligung ist das Stimmrecht beschränkt (§ 328 Abs. 1 AktG). Aktiengesellschaften in der Schweiz bezeichnen eine derartige Zusammenkunft als Generalversammlung; Österreichische Aktiengesellschaften sprechen von Hauptversammlung (Eigentümerversammlung). 

#### Voraussetzungen
Formale Voraussetzungen für Bedingung und Form der Ausübung des Stimmrechts werden in der jeweiligen Unternehmens-Satzung festgelegt (§ 134 Abs. 4 AktG). Die Satzung kann die Ausübung des Stimmrechts von der Anmeldung der Aktionäre zur Hauptversammlung abhängig machen (§ 123 Abs. 2 AktG). Dies ist bei börsennotierten Unternehmen gängige Praxis, denn nur auf diese Weise kann organisatorisch berücksichtigt werden, wie viele Aktionäre sich zur Hauptversammlung einfinden werden.
Durch das im November 2005 in Kraft getretene Gesetz zur Unternehmensintegrität und Modernisierung des Anfechtungsrechts (UMAG) wurde das Stimmrecht bei börsennotierten Gesellschaften reformiert. Danach wird eine Bescheinigung des Anteilsbesitzes eines Aktionärs vorausgesetzt, die durch das depotführende Kreditinstitut auszustellen ist. Der Nachweis muss sich auf den 21. Tag vor der Hauptversammlung – den sogenannten „Record Date“ – beziehen und der Gesellschaft spätestens am siebten Tag vor der Hauptversammlung zugehen. Ein solcher „Record Date“ ist international üblich und wird von der EU-Aktionärsrechterichtlinie europaweit vorgeschrieben (jedoch nicht namentlich so bezeichnet).

#### Ausübung
Das Gesetz zur Umsetzung der Aktionärsrechterichtlinie (ARUG) ist am 1. September 2009 in Kraft getreten. Anlass war die erwähnte Richtlinie 2007/36/EG über die Ausübung bestimmter Rechte von Aktionären bei börsennotierten Gesellschaften. Ziel dieser Reform war die bessere Information und die Erleichterung der Stimmrechtsausübung von Aktionären. Durch eine Vereinfachung des Vollmachtsstimmrechts der Banken will das Gesetz die Präsenz von Aktionären in der Hauptversammlung weiter erhöhen (§ 124a AktG). Börsennotierte Gesellschaften unterliegen einer generellen Internetveröffentlichungspflicht. Einer Pressemitteilung des Bundesjustizministeriums zufolge sollen „Aktiengesellschaften bei Vorbereitung und Durchführung der Hauptversammlung moderne Medien in weitaus größerem Umfang nutzen. So verbessert sich die Informationslage für Aktionäre börsennotierter Gesellschaften und erleichtert ihnen die grenzüberschreitende Ausübung von Aktionärsrechten.“ Dies würde Zufallsmehrheiten in der Hauptversammlung vor allem dann verhindern, wenn die Aktionäre weltweit verstreut seien und ihnen eine persönliche Teilnahme an der Hauptversammlung zu umständlich und zu teuer sei. So ist in § 118 Abs. 1 AktG eine Online-Teilnahme an der Hauptversammlung vorgesehen; zudem haben nun Aktionäre mehr Möglichkeiten, ihre Stimmrechte auszuüben, wenn sie nicht persönlich an der Hauptversammlung teilnehmen wollen. Statt einen Vertreter zu beauftragen, kann der Aktionär auch per Briefwahl von seinem Stimmrecht Gebrauch machen, wenn dies in der Satzung der Gesellschaft vorgesehen ist (§ 118 Abs. 2 AktG).

#### Depot- oder Bankenstimmrecht
Das Depot- oder Bankenstimmrecht ist im Laufe der Zeit reformiert worden. Bis 31. Dezember 2009 war bei Aktiengesellschaften in den Vereinigten Staaten der jeweilige Broker, über den die Aktie erworben worden war, auch zur Ausübung des Stimmrechts befugt. Nunmehr muss sich jeder Aktionär selbst um sein Stimmrecht kümmern.
Das „automatische“ Depotstimmrecht ist in Deutschland mit Inkrafttreten des Aktiengesetzes am 6. Dezember 1965 abgeschafft worden.
In Deutschland haben Banken erweiterte Möglichkeiten, sich eine – jederzeit widerrufliche – schriftliche Vollmacht für die Stimmabgabe erteilen zu lassen (§ 135 AktG), wobei sie Interessenkollisionen – etwa bei eigener Beteiligung an der Aktiengesellschaft – offenlegen müssen.
Das Stimmrecht kann durch einen Bevollmächtigten ausgeübt werden; die Vollmacht bedarf der Schriftform (§ 134 Abs. 3 AktG; sog. Vollmachtsaktionär). Börsennotierte Gesellschaften bieten einen Stimmrechtsvertreter an, meist einen Mitarbeiter der Gesellschaft, der nach den Weisungen der Aktionäre abstimmt. Das Stimmrecht kann auch über Aktionärsvereinigungen ausgeübt werden.

### Stimmrechte bei anderen Gesellschaftsformen
Bei der GmbH erfolgt die Beschlussfassung grundsätzlich mit der Mehrheit der abgegebenen Stimmen in oder außerhalb der Gesellschafterversammlung, wobei jeder Euro eines Geschäftsanteils eine Stimme gewährt (§ 47 Abs. 2 GmbHG). Anders als bei Personenhandelsgesellschaften ist die Beschlussfassung in der GmbH gesetzlich formalisiert. Bei Personenhandelsgesellschaften ist die Abstimmung eine Form der Willensbildung im Innenverhältnis der Gesellschafter. Bei der OHG muss nach § 119 Abs. 1 HGB ein Gesellschafterbeschluss einstimmig erfolgen. Wenn nach dem Gesellschaftsvertrag die Stimmenmehrheit entscheiden soll, wird diese im Zweifel nach der Zahl der Gesellschafter, nicht jedoch nach dem Kapital- oder Gewinnanteil berechnet (§ 119 Abs. 2 HGB). Bei der Kommanditgesellschaft hat der Kommanditist bei grundlegenden Gesellschafterbeschlüssen (wie Abänderung des Gesellschaftsvertrages, Aufnahme neuer Gesellschafter, Auflösung der Gesellschaft) gleichberechtigt mitzuwirken.

### Insolvenzverfahren
In der Gläubigerversammlung nehmen die erschienenen oder vertretenen Gläubiger ohne Rücksicht auf Insolvenzvorrechte teil. Stimmberechtigt sind die Gläubiger festgestellter Insolvenzforderungen (§§ 76 ff. InsO) und die Gläubiger bestrittener Forderungen, soweit sich Verwalter und stimmberechtigte Gläubiger über das Stimmrecht geeinigt haben (§ 77 Abs. 2 InsO). Die Beschlüsse werden mit absoluter Stimmenmehrheit auf Grundlage von Forderungsbeträgen gefasst. Bei der Abstimmung über die Annahme des Insolvenzplanes hingegen ist die Zustimmung der Kopfmehrheit der im Termin anwesenden oder vertretenen nicht bevorrechtigten Insolvenzgläubiger erforderlich. Diese müssen mindestens die Hälfte der Gesamtsumme aller stimmberechtigten Forderungen verfügen (Summenmehrheit).

## Stimmrechte in der Politik
Das Stimmrecht gehört – neben dem Wahl-, dem Initiativ-, dem Referendums-, auch dem Petitionsrecht – zu den politischen Rechten. In rein repräsentativen Demokratien wird es auf öffentliche politische Wahlen eingeschränkt. In der direkten Demokratie der Schweiz wird das Stimmrecht – auf Bundesebene, in den Kantonen und Gemeinden – etwa beim Urnengang über Volksinitiativen oder Referenden ausgeübt.
Besitzen ausländische Staatsangehörige dieses Recht, spricht man vom Ausländerstimmrecht.

### Gewichtete Stimmen
Bei nicht öffentlichen Wahlen und Abstimmungen können (repräsentierende) Wahlberechtigte verschiedene Stimmgewichte haben. So, nach Bevölkerungsanteil, im Deutschen Bundesrat, wo größere Bundesländer mehr Stimmen haben als kleinere.

### Umverteilte, verzerrte Stimmen
In einigen repräsentativen Demokratien, wie u. a. Ungarn
oder Tschechien,
werden bei Wahlen Stimmen verzerrt, umgerechnet, umverteilt. Damit wird die Gleichheit der Stimmen, einer der demokratischen Grundsätze (siehe auch Gleichheitsprinzip), wissentlich verletzt.

„Denen, die schon mehr haben wird mehr gegeben und denen weggenommen, die weniger haben.“

„One man, some vote vs. One man, one vote.“